# Грисс, Иоганн Петер
Иоганн Петер Грисс (нем. Johann Peter Grieß; 6 сентября 1829, Кирххосбах (ныне — в черте Вальдкаппеля, земля Гессен), Германия — 30 августа 1888, Борнмут, Великобритания) — немецкий химик-органик.

## Биография
Учился в университетах Йены и Марбурга. С 1861 года — главный химик пивоваренного завода в Бёртоне-апон-Трент (Англия).

## Работы
В 1857 году впервые получил диазосоединения. В 1858 году открыл реакцию диазотирования, впервые получил азокрасители, исследовал ряд соединений, имеющих важное научное и промышленное значение (в 1866 — краситель анилиновый жёлтый, в 1867 — фенилендиамины, в 1876 — оксиазобензол и другие). В 1872 году изучил реакцию алкилирования ароматических аминокислот.

## Признание и награды
Был избран в члены обществ:
- Королевского (1868)[3],
- Лондонского химического,
- Германского химического,
- Society of Chemical Industry.

Был одним из основателей Institute of Chemistry.
Высшей из полученных им наград Грисс считал почетный докторский диплом Мюнхенского университета.